# Aïn El Orak
Aïn El Orak è un comune dell'Algeria, situato nella provincia di El Bayadh.